# Historie biomechaniky

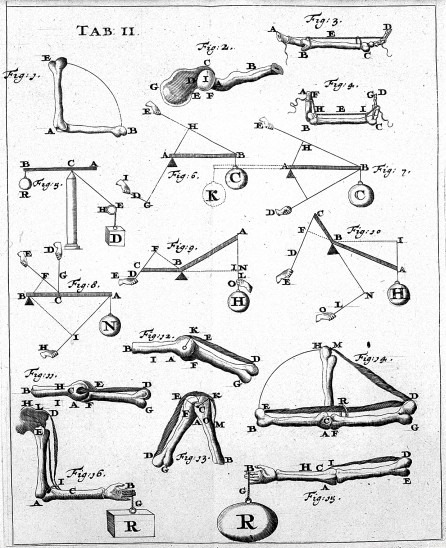
Giovanni Alfonso Borelli ukázka z knihy "De Motu Animalium"

Historii biomechaniky nelze pevně oddělit od historie mechaniky, lékařství, anatomie, fyziologie, přírodovědy, techniky, ekonomie, politiky aj. věd. Historie biomechaniky, podobně jako historie každé vědecké disciplíny, je spojená s lidskou touhou objevovat nepoznané.

## Pravěk a starověk
K prvnímu využívání principů patřících do mechaniky/biomechaniky docházelo již od počátku lidstva. Např. při využívání jednoduchých kamenných, kostěných, dřevěných (později také kovových) nástrojů s cílem usnadnění každodenního života, v boji o přežití. Pravěký člověk se naučil používat páku k manipulaci s břemeny, využíval vlastnosti pohybu těles při šikmém vrhu, uměl házet oštěpem, později střílet z luku, znal také chování primitivních plavidel na vodě.
Existují pravěké a starověké doklady trepanace lebek, zubních implantátů, plastické chirurgie nosu atp. To si lze vyložit také jako pradávný zájem o biomechaniku. Překvapivě, období rozkvětu trepanace spadá do pozdní doby kamenné.
Velký pokrok techniky (aplikace znalostí mechaniky/biomechaniky) nastal s rozvojem zemědělství, díky jehož trvalejším přebytkům a možnosti tvoření zásob byl umožněn rozvoj řemesel.
Ve starověku, Aristotelés zřejmě napsal první knihu o biomechanice "De motu Animalium" (O pohybu živočichů). Neviděl těla živočichů jen jako pouhá mechanická tělesa, ale zabýval se i otázkami fyziologických rozdílů mezi mentálním podnětem příčiny pohybu a jeho následným provedením.

## Středověk
Renesance se vyznačovala obrovskou explozí přírodních věd. Slavný Leonardo da Vinci prováděl první vědecké pozorování (let ptáků, stavba kosti, atd) a inicioval velký zájem následovníků.
Za pravého zakladatele biomechaniky se obecně považuje Giovanni Alfonso Borelli, který napsal první fundamentální studii oboru "De motu animalium" a je pokládán za zakladatele iatromechanického (lekařskomechanického) směru ve fyziologii. Shodou okolností je název knihy stejný jako Aristotelovo dílo. Byl první, kdo vytvořil ucelenou soustavu fungování svalů, synapsí, mechanismu dýchání aj. Svým moderním pojetím vědy předběhl svou dobu a vytyčil směr výzkumu pro další generace následovníků.
Robert Hooke se zabýval mechanickými vlastnostmi, viz např. Hookův zákon, ale také biomechanikou (vlastnosti svalů, objev buněk, ...).

## Novověk
V novověku se začal v biomechanice silně prosazovat multidisciplinární pohled a tento trend trvá dodnes. Začínají se "konstruovat" nové lékařské nástroje, přístroje, zobrazovací metody, analýza pohybu, experimentální metody atp.
20. století, spojené s vědeckým a technologickým rozvojem, rozsáhlými válečnými konflikty, sociálními otázkami, stárnutím populace, rozvojem počítačů atp., přineslo celou řadu nových praktických otázek pro biomechaniku (polytraumata, handicap válečných veteránů, nové stroje a jejich ovládání, rozvoj sportu resp. vrcholového sportu, hygiena a bezpečnost práce, automobilismus, letectví a kosmonautika, degenerativní choroby, geriatrie, protetika, umělé orgány, bionika, robotika, paleontologie atd.)

## Galerie

Animace studie koně s jezdcem v pohybu z r. 1878 od Eadwearda Muybridge.
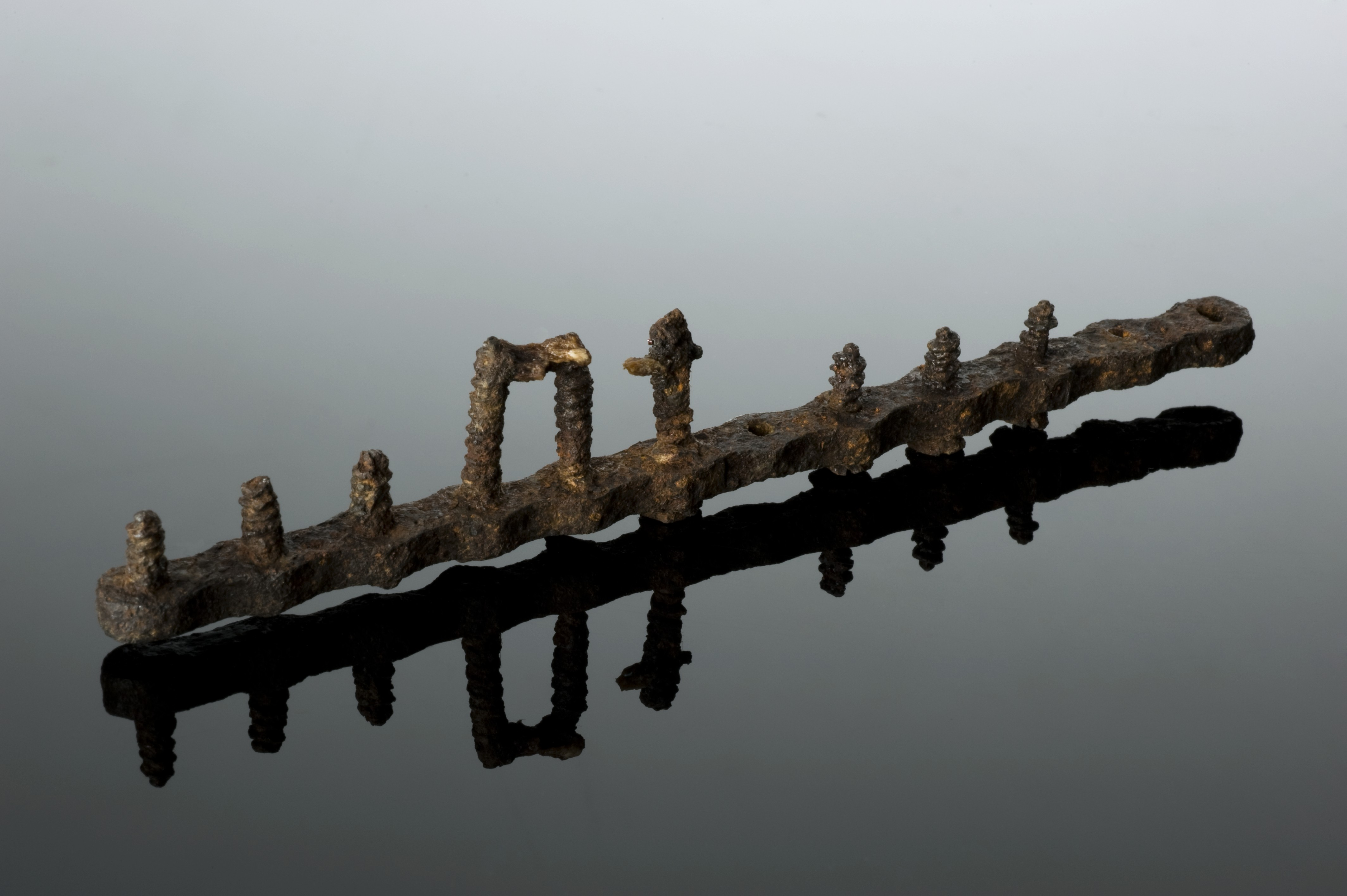
Historická dlaha (vnitřní fixátor z 1. světové války) pro osteosyntézu zlomenin
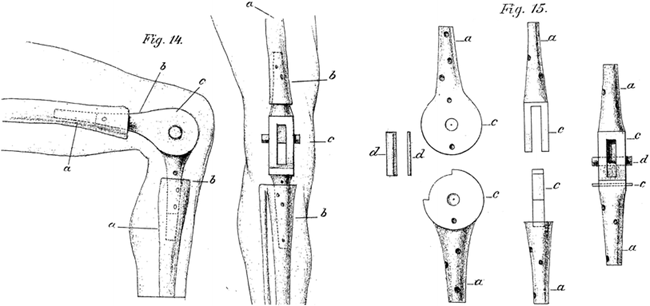
První endoprotéza na světě (Themistokles Gluck)